# K3突擊步槍
K3是由亞美尼亞研製的犢牛式突擊步槍，發射5.45×39毫米小口徑步槍彈。

## 設計及發展
K3 5.45毫米突擊步槍首次亮相於1996年10月，其設計構思來自亞美尼亞國防部的軍事工業部。該槍以AK槍族的操作系統作基礎，並重新配置為一枝犢牛式步槍。1996年10月，超過40枝K3步槍的原型被生產出來，但當時還沒有進入大規模生產。此槍配有一個簡單的金屬機械瞄具，而用戶亦能夠在其機匣上安裝PSO-1 4倍光学瞄准镜。
K3被指是一款繼承了AK-74所有優點的步槍，不論在耐用性和火力方面。與AK-74相比，K3的後坐力更低，精確度更高，並在設計上更加符合人體工學，而且由於整槍是犢牛式設計的原故，它比起AK-74顯得更短小，但在此同時也限制了射手只能以右手持槍。
K3是一款選射武器，射手能夠選擇以半自動、三發點放或全自動模式進行射擊。該槍的槍口內有一個可以用以發射槍榴彈的配件，而較新的型號則能夠在不需任何獨立配件的情況下仍可發射槍榴彈；K3採用來自AK-74的30發弧形彈匣，該槍亦能對應來自RPK-74輕機槍的45發長彈匣。目前有關該槍的資料不多，但從一次閱兵中可見這些步槍已裝備於亞美尼亞特種部隊。

## 使用國
- 亞美尼亞

## 另見
- 犢牛式
- AK-74
- 95式
- 卡茲里
- Vepr
- 馬柳克
- Grad
- 86S式
- OTs-14“雷電”
- 巴卡洛夫
- VHS
- AKU-94

## 外部連結
- 介紹片段 （页面存档备份，存于）
- 俄語介紹片段 （页面存档备份，存于）